# Stupeň B1067 Falconu 9
Stupeň B1063 Falconu 9 je první stupeň rakety Falcon 9, vyráběné společností SpaceX, jedná se 22. vyrobený exemplář varianty Block 5. Poprvé byl stupeň vyfotografován v březnu 2021 během testování na základně v McGregoru. Na Mys Canaveral stupeň dorazil v květnu 2021. 
První let tohoto stupně proběhl 3. června 2021, kdy byl částí rakety Falcon 9, která vynesla na oběžnou dráhu Země nákladní zásobovací loď Cargo Dragon (let SpaceX CRS-22). 
Druhý let tohoto stupně proběhl 11. listopadu 2021, kdy vynesl pilotovanou kosmickou loď Crew Dragon na misi SpaceX Crew-3. Stupeň poté úspěšně přistál na nové přistávací plošině "A Shortfall Of Gravitas".

## Historie letů
| Číslo použití | Datum startu (UTC) | Let číslo | Mise          | Start | Místo startu | Místo přistání | Status |
| ------------- | ------------------ | --------- | ------------- | ----- | ------------ | -------------- | ------ |
| 1             | 3. června 2021     | 120       | SpaceX CRS-22 |       | KSC LC-39A   | OCISLY         | Úspěch |
| 2             | 11. listopadu 2021 | 127       | SpaceX Crew-3 |       | KSC LC-39A   | ASOG           | Úspěch |
| 3             | 19. prosince 2021  | 133       | Turksat 5B    |       | CCSFS SLC-40 | ASOG           | Úspěch |
| 4             | 27. dubna 2022     | 150       | SpaceX Crew-4 |       | KSC LC-39A   | ASOG           | Úspěch |
| 5             | 15. července 2022  | 164       | SpaceX CRS-25 |       | KSC LC-39A   | ASOG           | Úspěch |